# Marcoussis
Marcoussis – miejscowość i gmina we Francji, w regionie Île-de-France, w departamencie Essonne.
Według danych na rok 1990 gminę zamieszkiwało 5680 osób, a gęstość zaludnienia wynosiła 338 osób/km² (wśród 1287 gmin regionu Île-de-France Marcoussis plasuje się na 308. miejscu pod względem liczby ludności, natomiast pod względem powierzchni na miejscu 126.).